# Michaela Spaanstra

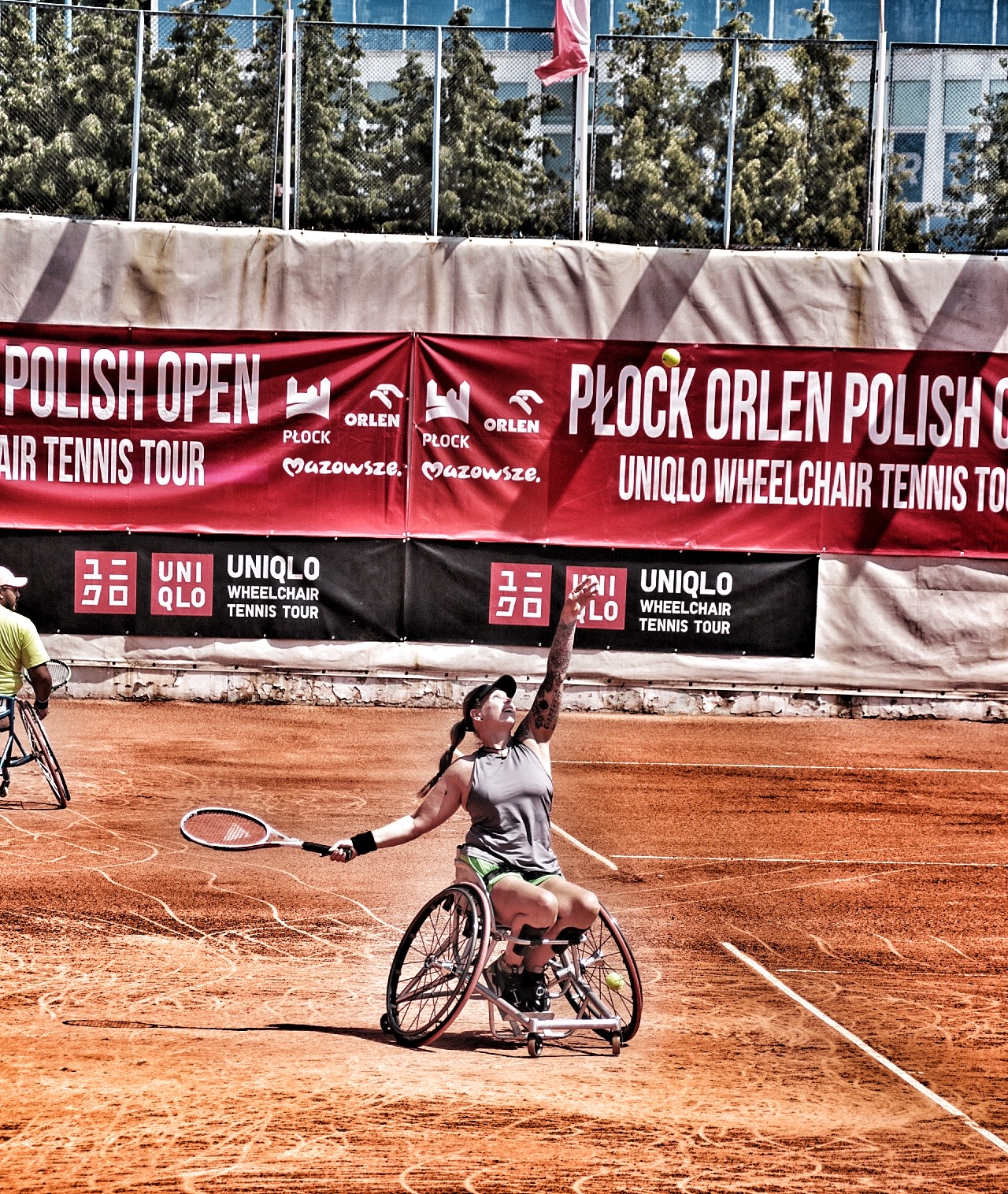
Michaela Spaanstra hitting a serve

Michaela Spaanstra geb. De Vos (Etten-Leur, 22 december 1977) is een voormalig rolstoeltennisspeelster uit Nederland.

## Carrière
In 2011 liep Spaanstra een incomplete dwarslaesie op. Dat gebeurde tijdens een operatie waarbij een – niet kwaadaardige – tumor (reusceltumor) in haar onderste ruggenwervel verwijderd werd. Zij kan sindsdien kleine stukjes lopen, maar beweegt zich voornamelijk voort in een rolstoel.
Bijna een jaar na haar operatie begon Spaanstra met het spelen van rolstoeltennis, waarna ze zich ontwikkelde tot een professioneel rolstoeltennisspeelster. Ze trainde te Baarle-Nassau, Breda, Oosterhout en bij de KNLTB-selectie te Amstelveen.
Spaanstra had zich voorbereid op deelname aan de Paralympische spelen van 2020 in Tokio. Dit evenement werd een jaar uitgesteld als gevolg van de coronapandemie. In verband met de verplichting tot vaccinatie zag zij af van deelname. Door verdere veranderingen in haar persoonlijk leven zei zij het tennis voor onbepaalde tijd vaarwel. Sinds maart 2022 is ze werkzaam als marketeer via haar eigen onderneming, een PR- en marketingbureau in Brabant.

### Ranking
| hoogste ranking enkelspel  | 10 (27 juli 2015) |
| hoogste ranking dubbelspel | 8 (29 juni 2015)  |

### Erelijst
World Team Cup
(rolstoelequivalent van Fed Cup)
- kampioen (2018), samen met Diede de Groot en Aniek van Koot[2][3]
- kampioen (2019), samen met Diede de Groot, Aniek van Koot en Marjolein Buis[4][5]

Titels enkelspel
- Sion, Zwitserland (2018, 2019)
- Wrocław, Polen (2018)
- La Roche-sur-Yon, Frankrijk (2018)
- Biel/Bienne, Zwitserland (2018)
- Sarreguemines, Frankrijk (2017)
- Publier, Frankrijk (2016)
- Prostějov, Tsjechië (2014, 2015, 2017)
- Aalst, België (2013, 2014)
- Płock, Polen (2014, 2018)
- Aat, België (2013)

Titels dubbelspel
- Nederlandse Kampioenschappen (2017, 2019, 2020 zomer- en wintereditie)
- Aat, België (2017)
- Sarreguemines, Frankrijk (2017)
- Publier, Frankrijk (2016)
- Biel/Bienne, Zwitserland (2016, 2019)
- Nottingham, Groot-Brittannië (2015)
- Praag, Tsjechië (2015, 2017, 2018, 2019)
- Płock, Polen (2015, 2017, 2018)
- Île de Ré, Frankrijk (2014, 2019)
- Wrocław, Polen (2014, 2016, 2019)
- Groß-Siegharts, Oostenrijk (2014)
- Jambes, België (2014)
- Trnava, Slowakije (2014)
- Prostějov, Tsjechië (2014, 2016, 2017, 2018)
- Turijn, Italië (2016)
- Preston, Groot-Brittannië (2017, 2018)
- Bolton, Groot-Brittannië (2018, 2019)
- Genève, Zwitserland (2017)
- La Roche-sur-Yon, Frankrijk (2018)
- Alghero, Italië (2019)
- Sion, Zwitserland (2019)